# Ladislao de Kanizsa
Ladislao VI de Kanizsa (en húngaro: Kanizsai László; fallecido en 1477 o 1478) fue un militar y político del Reino de Hungría.

## Biografía
Era hijo de Ladislao Kanizsai, conde de Sopron, y Dorotea Garai, hija del nádor de Hungría Nicolás Garai II.
Participó en 1456 en la famosa y victoriosa batalla de Belgrado, que opuso la Europa cristiana al Imperio otomano, junto al regente de Hungría Juan Hunyadi.
Fue nombrado vaivoda de Transilvania en 1459.
Barón del reino (en latín: barones regni) con el título de «Magnificus vir», luego fue designado para el cargo de gran mariscal de la corte (en latín: agasonum regalium magister, en húngaro: Lovászmester).